# Viktor Hambartsoemian

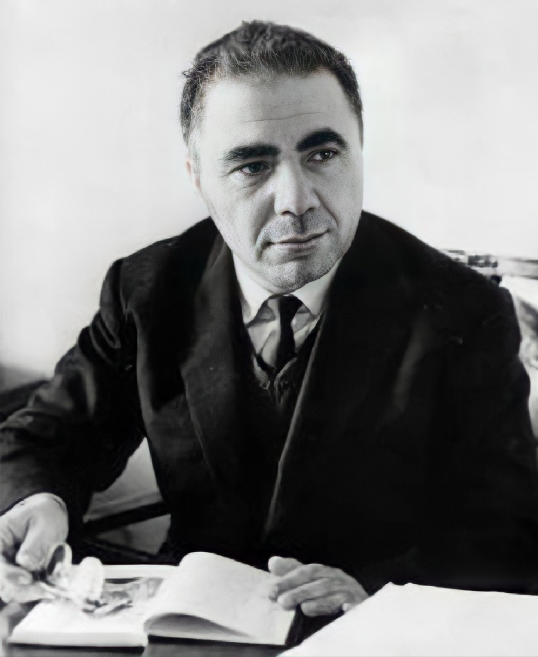
Viktor Hambartsoemian

Viktor Amazaspovich Hambartsoemian (Armeens: Վիկտոր Համբարձումյան, Russisch: Виктор Амазаспович Амбарцумян, vandaar in het Westen ook bekend als Viktor Ambartsumian) (Tbilisi, 18 september 1908 - Bjoerakan nabij Jerevan, 12 augustus 1996) was een Armeense wetenschapper, hoogleraar in de astrofysica.

## Opleiding
Hambartsoemian begon zijn studie astronomie in 1928 onder astronoom A.A. Belopolski aan de Universiteit van Leningrad (nu Sint-Petersburg) en vervolgde die in de jaren 1928-1931 aan de naburige sterrenwacht te Pulkovo. Hij werd in 1931 docent en in 1934 hoogleraar aan de Universiteit van Leningrad, een functie die hij bekleedde tot 1946.

## Loopbaan
Hambartsoemian zou zijn loopbaan daarna voornamelijk vervolgen in Armenië, waarbij hij nauwe wetenschappelijke en politieke betrekkingen bleef onderhouden met de rest van de Sovjet-Unie. Al in 1944 was hij directeur geworden van de sterrenwacht van de Universiteit van Jerevan, waar hij plannen ontwierp voor een moderne sterrenwacht in Byurakan (op de helling van de Aragats, waarvan hij later tevens de oprichter werd. In 1946 werd Hambartsoemian hiervan directeur en in 1947 volgde zijn benoeming tot hoogleraar in de astrofysica aan de Universiteit van Jerevan; in 1953 werd hij benoemd tot lid van de Academie van Wetenschappen van de Sovjet-Unie te Moskou, na al eerder lid en vervolgens president te zijn geworden van de Academie van Wetenschappen van Armenië. In 1961 werd hij lid van het Presidium van de Academie van Moskou; daarnaast speelde hij een belangrijke rol in het wetenschapsbeleid en de buitenlandse wetenschappelijke betrekkingen van de Sovjet-Unie.
Hambartsoemians vroegste werk, deels in samenwerking met de Sovjet-astronoom N.A. Kosirev, had betrekking op de zonnefysica, in het bijzonder de zonneatmosfeer, de zonnevlekken en de theorie van het stralingstransport. Voortbouwend op werk van de Nederlander Herman Zanstra breidde hij dit uit naar de studie van het stralingsveld in de zogenaamde planetaire nevels (gasvormige omhulsels die door sterren in een zeker stadium van hun evolutie worden weggeblazen) en naar de studie van de zogenaamde Wolf Rayet sterren, eveneens objecten, waarvan het spectrum gekenmerkt wordt door interactie tussen de ster en het omringende gas. Een ander uitvloeisel van dit werk was de schatting van Hambartsoemian, ook weer in samenwerking met Kosirev, van de massa van de door "gewone" novae bij hun uitbarsting uitgestoten schillen. Zij concludeerden dat deze slechts een geringe fractie van de orde van een honderdduizendste is van de massa van de ster, en deze uitbarstingen geen catastrofale, maar integendeel zich herhalende oppervlakte verschijnselen zijn.
In 1939 verscheen het leerboek van Hambartsoemian over theoretische astrofysica, in 1952 werd hij hoofdredacteur en medeauteur van het standaardwerk Theoretical Astrophysics, dat ook buiten de Sovjet-Unie veel lezers trok. Aan het einde van de jaren dertig had Hambartsoemian zijn aandacht verlegd naar de problematiek van de sterevolutie en richtte hij zich op de nog fundamentelere vraag naar het vormingsproces van de sterren. Zijn werk spitste zich daarna toe op de oorsprong en evolutie van kleine clusters van sterren. Een van de conclusies van zijn onderzoek was dat sterassociaties en daarmee de samenstellende sterren, van naar astronomische maatstaven heel recente oorsprong moeten zijn. De direct daaruit voortvloeiende gevolgtrekking was, dat ook nu het vormingsproces van sterren in het Melkwegstelsel nog voortgang moet vinden.
In de buitenlandse relaties van de Sovjet-wetenschap, en in het bijzonder in de internationale sterrenkundige betrekkingen, speelde Hambartsoemian een vooraanstaande rol. Tijdens het eerste naoorlogse congres van de Internationale Astronomische Unie (IAU), in 1948, werd hij gekozen als een van de vicepresidenten van het nieuw gevormde Executive Committee. Hij vervulde deze functie tot 1955. In 1961 werd hij gekozen tot president van de IAU; gedurende de periode 1968-1972 was hij president van de International Council of Scientific Unions (ICSU). Hambartsoemian was lid van de Koninklijke Nederlandse Akademie van Wetenschappen (1970). In 1960 ontving hij twee onderscheidingen op sterrenkundig gebied, namelijk de Gouden medaille van de Royal Astronomical Society te Londen en de gouden Bruce Medal, toegekend door de Astronomical Society of the Pacific. In 1971 verkreeg hij de Helmholtz Medaille van de (Oost-)Duitse Academie van Wetenschappen te Berlijn, in datzelfde jaar kreeg hij de Gouden Lomonosov-medaille van de toenmalige Academie van Wetenschappen van de USSR.
Hambartsoemian speelde een vooraanstaande en politiek invloedrijke rol in de Sovjet-wetenschap. In het jaar 1950 werd hij gedeputeerde vanwege de Armeense Republiek in de Opperste Sovjet na intussen te zijn onderscheiden met een benoeming in de Orde van Lenin, met de Rode Banier van de Arbeid en hem de Stalinprijs was toegekend.